# 2562 (موسيقي)
ديف هويسمان (بالهولندية: Dave Huismans)، معروف أكثر باسمه الفني كـ 2562، هو موسيقي من لاهاي، هولندا.

## ديسكوغرافيا

### ألبومات
- Aerial 2008
- Unbalance 2009
- Fever 2011
- Air Jordan 2012
- The new today 2014

## وصلات خارجية
- 2562 على موقع ميوزك برينز (الإنجليزية)
- 2562 على موقع ديسكوغز (الإنجليزية)

- 2562 على موقع ماي سبيس
- 2562 التسجيلات من ديسكاغز.كوم
- FactMagazine مقابلة (05/2008)
- Beatportal مقابلة (10/2008)
- 2562 Unbalance Artwork Designer (10/2008)